# チャールズ・ハム
チャールズ・ハムとして知られたチャールズ・エドワード・ハム（Charles Edward Hamm、1925年4月21日 - 2011年10月16日）は、アメリカ合衆国の音楽学者、音楽関係の著述家、作曲家、音楽教育者。

## 経歴
バージニア州シャーロッツビルに生まれハムは、バージニア大学で音楽を学び、プリンストン大学に進んで作曲で修士号を、音楽学で博士号を取得し、ルネサンス期の音楽を専門として研究者の道に入った。シンシナティのシンシナティ音楽院(the Cincinnati Conservatory of Music)で教職に就き、作曲に取り組んだ後、ニューオリンズのテュレーン大学、イリノイ大学アーバナ・シャンペーン校を経て、1976年にダートマス大学に移った。ハムはそのままニューハンプシャー州に定住し、最期は同州レバノン(Lebanon)に没した。

## 業績
音楽史研究者として最も早く、アメリカ合衆国におけるポピュラー音楽について真剣な学術研究に取り組み、研究書を著した。最初のザチャリー・ウルフ(Zachary Woolfe)は『ニューヨーク・タイムズ』紙に、次のように寄稿している。「ハム氏は、音楽学的厳密さと感受性をもって複雑な人種や民族関係の力学に対し、また、口承によるもの楽譜に書かれたものの両方を扱って、アメリカのポピュラー音楽の歴史について研究した最も初期の人物のひとりである。彼はポップの歴史を、1950年代の全面的に開花した時代や、19世紀のスティーブン・フォスターなどに限らず、植民地時代の作品など、その後に続く文脈を生み出したものにまで遡って追究した。」
著述以外でも、歴史的な楽譜の校訂、演奏の再現にも関わった。1987年には、ジョージ・ガーシュウィンの『ポーギーとベス』のブロードウェイ初演時（1935年）のリハーサル用スコアを分析し、現行版より短縮された初演時の形態による復元上演へと結びつけた。

## 著書
- Yesterdays: Popular Song in America (1979)
- Music in the New World (1983)
- Putting Popular Music in its Place (1995)
- Irving Berlin: Songs From the Melting Pot (1997) - アーヴィング・バーリンの伝記